# Khí hậu Thái Lan
Khí hậu Thái Lan là khí hậu nhiệt đới Xavan. Thời tiết nóng, mưa nhiều. Từ giữa tháng 5 cho tới tháng 9, chịu ảnh hưởng của gió mùa Tây Nam.  Từ tháng 10 đến giữa tháng 3 chịu ảnh hưởng của gió mùa Đông Bắc khô, lạnh. Eo đất phía Nam luôn luôn nóng, ẩm.

## Khí hậu chung
Thái Lan có 4 mùa rõ rệt: Mùa khô kéo dài từ tháng 1 đến tháng 2, mùa nóng từ tháng 3 đến tháng 5, mùa mưa từ tháng 6 đến tháng 10, mùa mát từ tháng 11 đến tháng 12. Trong đó mưa nhiều nhất (90%) xảy ra vào mùa mưa. Nhiệt độ trung bình của thời tiết Thái Lan cao hơn Việt Nam, nhiệt độ thường từ 32 độ C vào tháng 12 và lên tới 35 độ C vào tháng 4 hàng năm.

## Du lịch
Thời điểm lý tưởng nhất để đến thăm Thái Lan là từ tháng 11 đến tháng 2 vì trong suốt những tháng này hầu như không có mưa và tiết trời không quá nóng. Đây cũng là thời điểm hay diễn ra nhiều hoạt động lễ hội đặc sắc. Nếu du khách muốn tìm hiểu và tham dự lễ hội ở Thái Lan, nên đi du lịch vào tháng 4 để được hòa mình vào không khí tưng bừng nhộn nhịp của lễ té nước Songkran, lễ hội lớn nhất trong năm diễn ra vào 13-15/4 để đón chào năm mới.
Nếu muốn thực hiện một chuyến du ngoạn ở các tỉnh miền núi phía Bắc, du khách có thể đi vào tháng 3 – 5, hoặc tháng 6 – 7, mùa này nhiệt độ trên núi khá ôn hòa và dễ chịu. Còn đối với khu vực miền Trung và Đông bắc Thái Lan, thời điểm này sẽ không thích hợp cho chuyến đi vì thời tiết sẽ rất nóng có thể lên tới 40oC.

## Mùa du lịch
Mùa du lịch cao điểm ở Thái Lan thường diễn ra từ tháng 11 đến cuối tháng 3, tháng 7 và tháng 8. Nếu không thích sự đông đúc mà muốn thưởng ngoạn những không gian yên tĩnh nơi đất Thái hay thuê phòng giảm giá, du khách nên chọn đi du lịch vào những tháng ít khách điển hình là tháng 4, 5, 6, 9, 10.